# Gián
Gián (llamada oficialmente Santa María de Xián) es una parroquia y una aldea española del municipio de Taboada, en la provincia de Lugo, Galicia.

## Organización territorial
La parroquia está formada por dieciocho entidades de población, constando dieciséis de ellas en el nomenclátor del Instituto Nacional de Estadística español:

### Entidades de población
Entidades de población que forman parte de la parroquia:
- Brea
- Cadeiroás
- Carballós
- Feirol
- Fenteira (A Fenteira)
- Figueiras (As Figueiras)
- Gulfar
- Montealegre (Monte Alegre)
- Penasagudas (Penas Agudas)
- Rebordondo
- Razamondelle (Recemondelle)
- Val da Forca
- Vilariño
- Xamogo
- Xián

### Despoblados
Despoblados que forman parte de la parroquia:
- Amieira
- Lamansandrei
- Mosteiro

## Demografía

### Parroquia
| Gráfica de evolución demográfica de Gián (parroquia) entre 2000 y 2021 |
|                                                                        |
| Datos según el nomenclátor publicado por el INE.                       |

### Aldea
| Gráfica de evolución demográfica de Xián (aldea) entre 2000 y 2021 |
|                                                                    |
| Datos según el nomenclátor publicado por el INE.                   |